# Euratsfeld
Euratsfeld ist eine Marktgemeinde mit 2805 Einwohnern (Stand 1. Jänner 2025) im Bezirk Amstetten in Niederösterreich.

## Geografie
Euratsfeld liegt rund acht Kilometer südöstlich von Amstetten im Mostviertel zwischen Ybbsebene und Randegger Hochkogel. Die Fläche der Marktgemeinde umfasst 30,61 Quadratkilometer. Etwa 16 Prozent der Fläche sind bewaldet.

### Gemeindegliederung
Euratsfeld besteht aus drei Katastralgemeinden (Fläche Stand 31. Dezember 2023):
- Euratsfeld (1.212,65 ha)
- Gafring (943,04 ha)
- Großaigen (904,93 ha)

Einzige Ortschaft ist Euratsfeld. Ortsteile sind Aichet, (Groß-)Aigen, Auberg, Braunshof, Distelberg, Euratsfeld, Ferndorf, Gafring, Giemetsberg, Göttersdorf, Grissenberg, Haslau, Hinterberg, (Hinter-)Holz, Kalkstechen, Latzelsberg, (Unter-)Lixing, Mittergafring, Niederaigen, Oberaigen, Obergafring, Oberumberg, Panhalm, Pisching, Pollenberg, Reidl, Schleiferhub, Schnotzendorf, Seibetsberg, Stelzberg, Untergafring, Völkrahof, Walchenöd, Windischendorf sowie zahlreiche Einzellagen.

### Nachbargemeinden
| Amstetten            | St. Georgen am Ybbsfelde                    | Ferschnitz             |
|                      | Kompassrose, die auf Nachbargemeinden zeigt |                        |
| Neuhofen an der Ybbs | Randegg (Bezirk Scheibbs)                   | Wang (Bezirk Scheibbs) |

## Geschichte
Im Altertum war das Gebiet Teil der Provinz Noricum.
Urkundlich erstmals erwähnt wurde Euratsfeld 1332, im Jahr 1908 erhielt die Gemeinde das Marktrecht.
Laut Adressbuch von Österreich waren im Jahr 1938 in der Marktgemeinde Euratsfeld ein Arzt, ein Tierarzt, ein Taxiunternehmer, zwei Bäcker, ein Baumeister, eine Binderin, ein Dachdecker, ein Fahrradhändler, drei Fleischer, ein Friseur, fünf Gastwirte, zwei Gemischtwarenhändler, ein Glaser, zwei Hebammen, ein Holzgeräteerzeuger, ein Kalkwerk, drei Landesproduktenhändler, ein Maler, ein Maschinenhändler, ein Maurermeister, ein Mühlenbauer, ein Sägewerk, zwei Sattler, ein Schlosser, zwei Schmiede, vier Schneider und drei Schneiderinnen, vier Schuster, ein Seiler, ein Spengler, drei Tischler, ein Uhrmacher, zwei Viehhändler, ein Viktualienhändler, ein Wagner, zwei Zementwarenerzeuger, ein Zimmermeister, zwei Zuckerwarenhändler und einige Landwirte ansässig.

### Bevölkerungsentwicklung
| Euratsfeld: Einwohnerzahlen von 1869 bis 2024       | Euratsfeld: Einwohnerzahlen von 1869 bis 2024 | Euratsfeld: Einwohnerzahlen von 1869 bis 2024 | Euratsfeld: Einwohnerzahlen von 1869 bis 2024 | Euratsfeld: Einwohnerzahlen von 1869 bis 2024 |
| --------------------------------------------------- | --------------------------------------------- | --------------------------------------------- | --------------------------------------------- | --------------------------------------------- |
| Jahr                                                |                                               |                                               |                                               | Einwohner                                     |
| 1869                                                | 1869                                          |                                               | 1.371                                         | 1.371                                         |
| 1880                                                | 1880                                          |                                               | 1.405                                         | 1.405                                         |
| 1890                                                | 1890                                          |                                               | 1.496                                         | 1.496                                         |
| 1900                                                | 1900                                          |                                               | 1.501                                         | 1.501                                         |
| 1910                                                | 1910                                          |                                               | 1.616                                         | 1.616                                         |
| 1923                                                | 1923                                          |                                               | 1.608                                         | 1.608                                         |
| 1934                                                | 1934                                          |                                               | 1.624                                         | 1.624                                         |
| 1939                                                | 1939                                          |                                               | 1.587                                         | 1.587                                         |
| 1951                                                | 1951                                          |                                               | 1.595                                         | 1.595                                         |
| 1961                                                | 1961                                          |                                               | 1.663                                         | 1.663                                         |
| 1971                                                | 1971                                          |                                               | 1.771                                         | 1.771                                         |
| 1981                                                | 1981                                          |                                               | 1.840                                         | 1.840                                         |
| 1991                                                | 1991                                          |                                               | 2.088                                         | 2.088                                         |
| 2001                                                | 2001                                          |                                               | 2.319                                         | 2.319                                         |
| 2011                                                | 2011                                          |                                               | 2.534                                         | 2.534                                         |
| 2021                                                | 2021                                          |                                               | 2.700                                         | 2.700                                         |
| 2024                                                | 2024                                          |                                               | 2.780                                         | 2.780                                         |
| Quelle(n): Statistik Austria, Gebietsstand 1.1.2021 |                                               |                                               |                                               |                                               |

## Kultur und Sehenswürdigkeiten

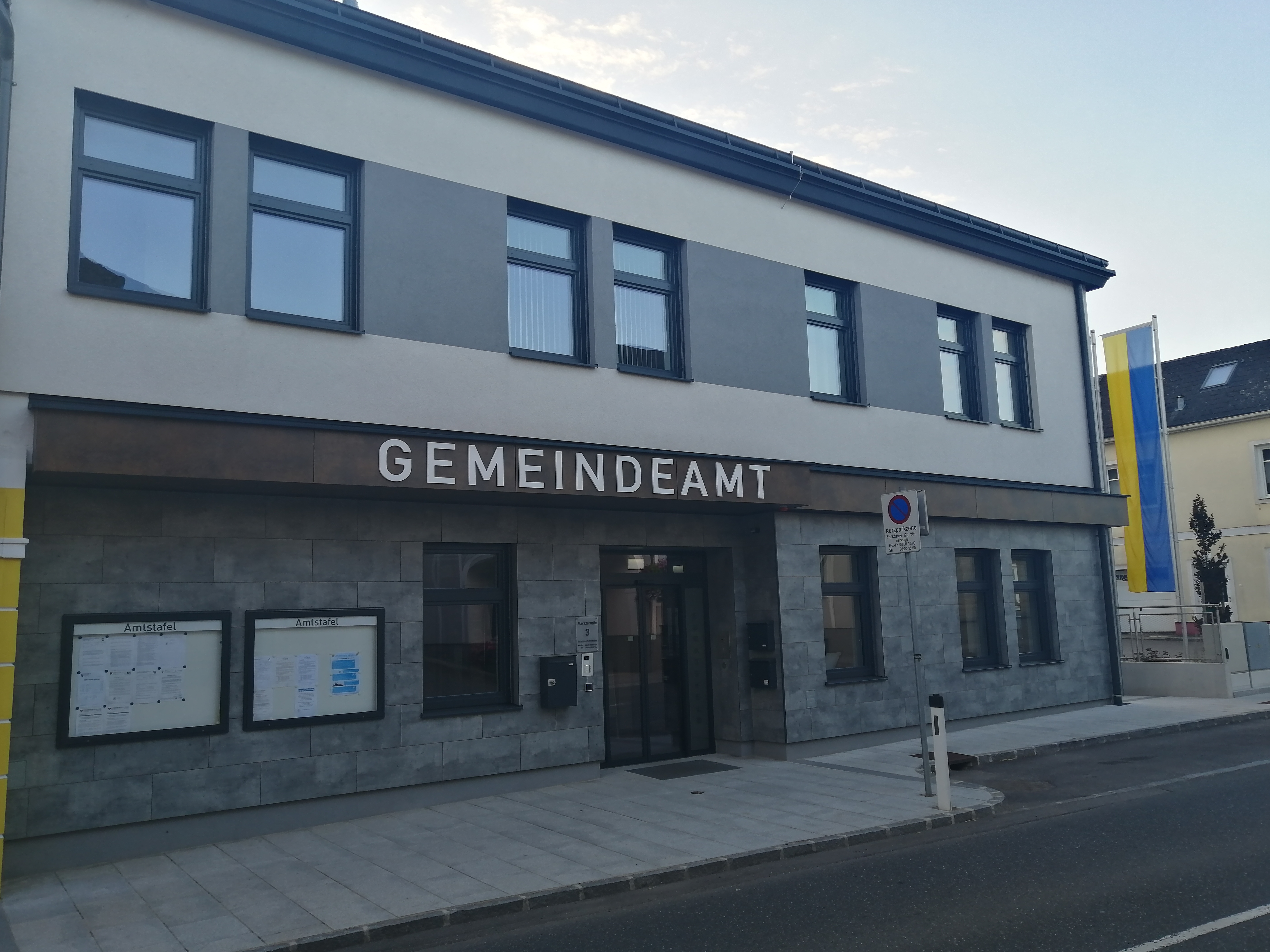
Gemeindeamt Euratsfeld

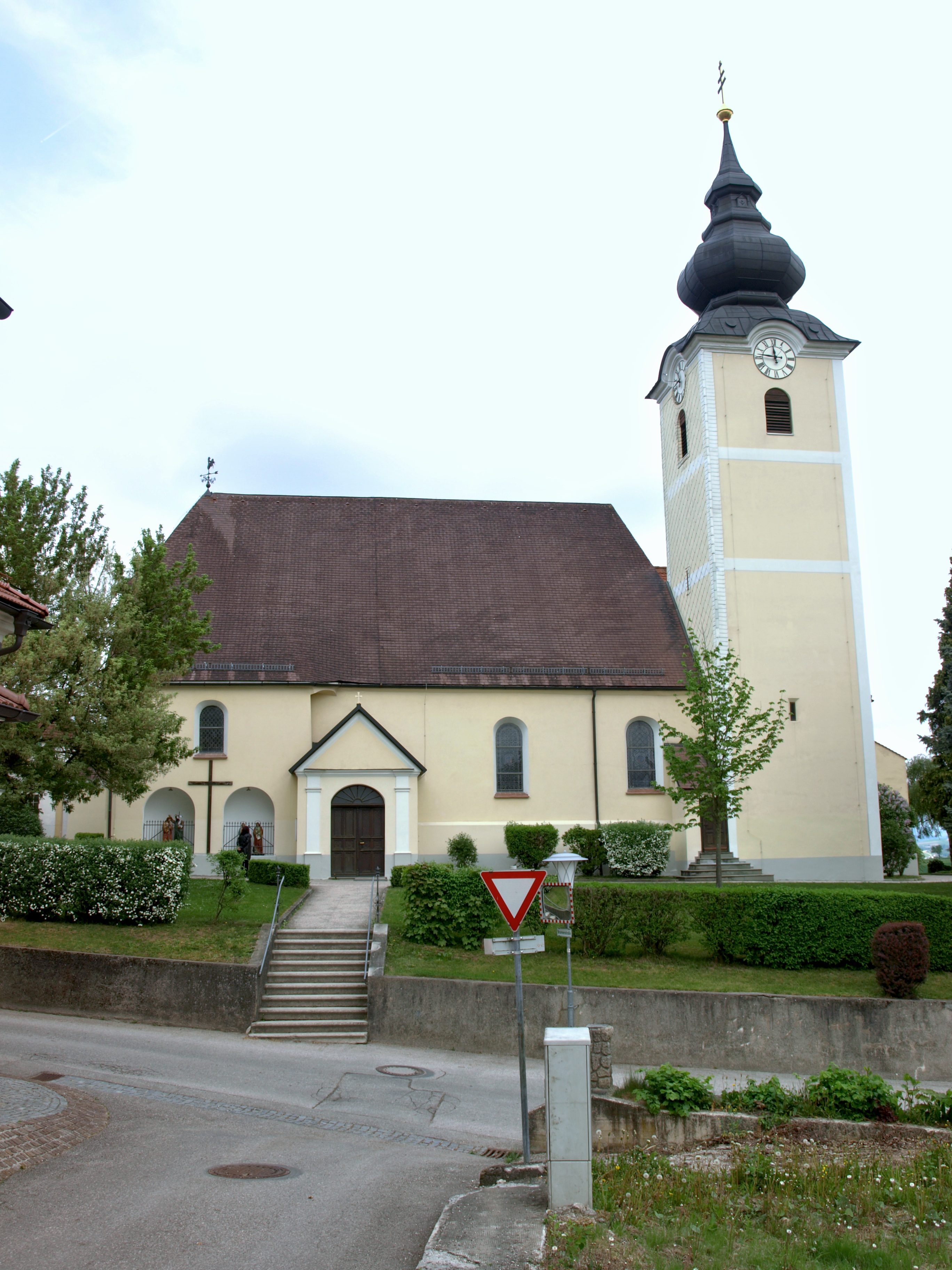
Pfarrkirche Euratsfeld

- Katholische Pfarrkirche Euratsfeld hl. Johannes der Täufer: Eine gotische Hallenkirche mit einem Bildnis des hl. Florian von Lorch von Martin Johann Schmidt 1770.

## Wirtschaft und Infrastruktur
Im Jahr 2001 gab es 54 nichtlandwirtschaftliche Arbeitsstätten, nach der Erhebung 1999 146 land- und forstwirtschaftliche Betriebe. Die Zahl der Erwerbstätigen am Wohnort betrug nach der Volkszählung 2001 1.083. Die Erwerbsquote lag 2001 bei 48 Prozent. Im Jahresdurchschnitt 2003 gab es in der Gemeinde 56 Arbeitslose.

### Öffentliche Einrichtungen
In der Gemeinde gibt es einen Kindergarten, eine Volksschule und eine Mittelschule.

### Sport
- Die Fußballelf der Marktgemeinde spielt derzeit in der Gebietsliga West.[5]

## Politik

### Gemeinderat
Der Gemeinderat hat 21 Mitglieder.
- Nach den Gemeinderatswahlen in Niederösterreich 1990 hatte der Gemeinderat folgende Verteilung: 19 ÖVP und 2 SPÖ.
- Nach den Gemeinderatswahlen in Niederösterreich 1995 hatte der Gemeinderat folgende Verteilung: 18 ÖVP, 2 SPÖ und 1 Grüne.[6]
- Nach den Gemeinderatswahlen in Niederösterreich 2000 hatte der Gemeinderat folgende Verteilung: 18 ÖVP, 2 SPÖ und 1 Grüne.[7]
- Nach den Gemeinderatswahlen in Niederösterreich 2005 hatte der Gemeinderat folgende Verteilung: 17 ÖVP, 2 SPÖ und 2 Grüne.[8]
- Nach den Gemeinderatswahlen in Niederösterreich 2010 hatte der Gemeinderat folgende Verteilung: 16 ÖVP, 3 SPÖ und 2 Grüne.[9]
- Nach den Gemeinderatswahlen in Niederösterreich 2015 hatte der Gemeinderat folgende Verteilung: 16 ÖVP, 3 SPÖ und 2 Grüne.[10]
- Nach den Gemeinderatswahlen in Niederösterreich 2020 hatte der Gemeinderat folgende Verteilung: 18 ÖVP, 2 Grüne und 1 SPÖ.[11]
- Nach den Gemeinderatswahlen in Niederösterreich 2025 hat der Gemeinderat folgende Verteilung: 17 ÖVP, 2 FPÖ, 1 Grüne und 1 SPÖ.[12]

### Bürgermeister
(Quelle: )
- 1850–1876 Michael Pruckner
- 1876–1879 Georg Resch
- 1879–1882 Joseph Graßinger
- 1882–1889 Franz Zehetgruber
- 1889–1891 Johann Grim
- 1891–1900 Franz Zehetgruber
- 1900–1938 Johann Zehetgruber
- Feb.–März 1938 Richard Bachbauer
- 1938–1945 Karl Steiner (NSDAP; Gemeindeverwalter)
- Mai–November 1945 Richard Bachbauer
- 1945–1970 Josef Zehetgruber
- 1970–1971 Alois Mock (ÖVP)
- 1971–1985 Karl Glack (ÖVP)
- 1985–2010 Franz Menk (ÖVP)
- seit 2010 Johann Weingartner (ÖVP)[14]

### Wappen
Der Gemeinde wurde 1958 ein Wappen verliehen.
Blasonierung: In einem schrägrechts von Blau und Silber geteilten Schild ein Bischof in Gold mit Kasel und Mitra, in der Rechten ein Buch, in der Linken einen Stab; zu seinen Füßen einen schwarzen rechtsschreitenden Bären, der auf seinem Rücken ein silbernes Bündel trägt.
Das Schild steht für die Herren von Zelking, die in Euratsfeld Besitzungen hatten. Der Bischof ist der hl. Korbinian, der Stifter des Bistums Freising. Diese waren die ersten Herren von Euratsfeld. Der Bär erinnert an die Gründungslegende, wonach ein Bär das Maultier des Heiligen tötete und zur Strafe dessen Kleiderbündel tragen musste.

### Partnergemeinde
Seit 1990 unterhält Euratsfeld partnerschaftliche Beziehungen zur mährischen Gemeinde Strání.

## Persönlichkeiten
Söhne und Töchter der Gemeinde
- Anna Wagner (* 1914), Altersrekordlerin und älteste in Österreich lebende Person
- Alois Mock (1934–2017), Politiker (ÖVP), Vizekanzler (1987–1989) und Außenminister (1987–1995) der Republik Österreich
- Christine Haiden (* 1962), Chefredakteurin der Zeitschrift Welt der Frauen
- Petrus Pilsinger (* 1964), Ordenspriester und Abt von Stift Seitenstetten